# 一の沢遺跡
座標: 北緯35度35分28.0秒 東経138度37分57.3秒 / 北緯35.591111度 東経138.632583度
一の沢遺跡（いちのさわいせき）は、山梨県笛吹市境川町小黒坂字一の沢に位置し、県内では甲州市の安道寺遺跡と並ぶ縄文時代中期の集落を中心とした遺跡。縄文前期の諸磯式期から中期中葉、後期初頭の堀之内式期までの遺跡で、2つの大規模な環状集落があり、ひとつは県内でも例のない井戸尻式期のものである。出土品107点が1999年（平成11年）6月7日付けで国の重要文化財に指定されている。

## 概要
所在する笛吹市境川町は甲府盆地の東南部に位置する。御坂山地と曽根丘陵の接点にあたる北西に傾斜した尾根上に立地する。東には御坂山地から流れる狐川が北流し、狐川扇状地の扇頂部にあたる。標高は420メートル付近で、一帯には縄文時代の遺跡や古墳が集中している。
県内の縄文集落は新津健による分類が行われており、中期集落では中央空間部を持つ求心型のうち、空間部に墓壙群のあるA型と墓壙群のないB型が多い。櫛原功一はさらに継続性の観点から分類し、一の沢遺跡は安道寺遺跡や上の平遺跡（甲府市）とともに新道～曽利II式にあたる。
1982年（昭和57年）から用水管埋設工事や道路整備に伴い、境川村教育委員会や山梨県教育委員会により4次にわたる発掘調査が行われている。4次調査では縄文前期後半の諸磯式期の竪穴建物3、土坑120や、縄文中期末の井戸尻～曽利式期の建物跡20が検出されたほか、入口に枡形の配石を伴う縄文中期の柄鏡形敷石建物跡が検出された。
出土遺物のうち、土器類では深鉢形土器のほか祭祀に用いられる人面装飾付土器や有孔鍔付土器などがあり、勝坂式期から井戸尻式期にあたる。56号土坑からは井戸尻II式の大型装飾土器2点が出土している。これは最大径1.1メートル、深さ60センチメートルの土坑に2点の土器が正位の状態で、把手を欠いた土器・小型土器（いずれも井戸尻II式）とともに出土しており、祭祀に伴う意図的な埋納と考えられている。
石器では植物質食糧の採集や加工に用いる磨石や打製石斧、狩猟や漁労具では黒曜石製の石鏃、石錐、粗製石匙、切目石錘（魚網錘ではなく編物製作具とも）などが出土している。
また、4号建物から発見された上半身の大型土偶は、弧状の眉に切れ長の目、後頭部には蛇のモチーフが表現されており、考古学的に注目されているほか、その愛くるしい姿からキャラクター化された「いっちゃん」の愛称でも親しまれている。出土遺物は山梨県埋蔵文化財センターや山梨県立考古博物館に所蔵されている。